# Bakhita (roman)
Pour les articles homonymes, voir Bakhita.
Bakhita est un roman de Véronique Olmi paru le 23 août 2017 aux éditions Albin Michel et ayant reçu la même année le prix du roman Fnac.

## Résumé
Cette biographie romancée de Joséphine Bakhita (1869-1947) retrace la vie de cette ancienne esclave soudanaise, enlevée à sept  ans, au Darfour, amenée en Italie (surnommée La Moretta soit littéralement la « petite Maure » ou de manière péjorative « la noiraude »), déclarée libre à vingt ans, baptisée à vingt-et-un ans sous le nom de Gioseffa Margherita Fortunata Maria Bakhita, puis devenue religieuse catholique au sein de la congrégation des Filles de la charité canossiennes, à Venise, puis à l'orphelinat de Schio de Vicence. La romancière dit avoir découvert son existence en visitant l'église Saint-Jean-Baptiste de Langeais. 
Elle est canonisée par le pape Jean-Paul II en 2000.

## Personnages
- Famille : Kishmet, Dijou, et les noms oubliés (mère, père, sœur jumelle, et son propre nom)
- Compagnes et compagnon d'esclavage : Binah, Hawa, Yebit, Indir...
- Italie, Vénétie : Cal(l)isto Legnani, Augusto Michiele, Maria Turina Michieli, Stefano Massarioto (Signore Illuminato Checchini) et sa famille (Clementina, Mélia, Chiara, Giuseppe), Alice Alessandrina Augusta Michieli, Madre Fabretti, Elvira...

## Éditions
- Éditions Albin Michel, 2017,  (ISBN 9782226393227)[2].